# Mariafe Artacho del Solar
Mariafe Artacho del Solar, née le 24 octobre 1993 à Lima (Pérou), est une joueuse de beach-volley australienne. Après le bronze aux Mondiaux en 2019, elle est sacrée vice-championne olympique aux Jeux en 2021.

## Jeunesse
Née au Pérou, Mariafe Artacho del Solar arrive à Sydney ( Australie)avec sa mère à l'âge de 11 ans. Scolarisée à la Killara High School (en), elle rencontre sa future coéquipière de beach-volley, Nicole Laird.

## Carrière
Pour ses premiers Jeux Olympiques en 2016, Artacho del Solar et Nicole Laird perdent tous leurs matchs de poule et terminent à la 19e place du classement général.
Aux Jeux du Commonwealth de 2018, elle fait équipe avec Taliqua Clancy et remporte tous leurs matchs de poule. En quart, la paire bat les Rwandaises Charlotte Nzayisenga et Denyse Mutatsimpundu (21-9, 21-8) puis les Vanuataises Linline Matauatu et Miller Pata (21-19, 16-21, 15-9). En finale, elles rencontrent les Canadiennes Melissa Humana-Paredes et Sarah Pavan qui les battent deux sets à zéro. Les Australiennes repartent alors avec la médaille d'argent.
Lors des quarts des Jeux olympiques d'été de 2020, sa partenaire Clancy et elle battent les Canadiennes Humana-Paredes et Pavan — qui les avaient battues en finale des Jeux du Commonwealth trois ans plus tôt — en quarts, puis les Lituaniennes Tina Graudina et Anastasija Kravenoka en demi. En finale, elle perdent 2 sets à 0 face à la paire Américaine composée de Alexandra Klineman et April Ross.